# Jaworze Górne
Jaworze Górne – wieś w Polsce położona w województwie podkarpackim, w powiecie dębickim, w gminie Pilzno. Leży na lewym brzegu Wisłoki w granicach Obszaru Chronionego Krajobrazu Pogórza Ciężkowickiego.
| SIMC    | Nazwa     | Rodzaj    |
| ------- | --------- | --------- |
| 0825947 | Góry      | część wsi |
| 0825953 | Na Mycie  | część wsi |
| 0825960 | Nowa Wieś | część wsi |
| 0825976 | Podlesie  | część wsi |
| 0825982 | Ryłowiec  | część wsi |
| 0825999 | Zawodzie  | część wsi |

W latach 1975–1998 miejscowość administracyjnie należała do województwa tarnowskiego.